# Kazimierz Błędowski
Kazimierz Błędowski z Błędowa herbu Półkozic – podczaszy przemyski, kapitan wojsk koronnych w 1776 roku, towarzysz chorągwi husarskiej Jego Królewskiej Mości i członek konfederacji barskiej w 1769 roku.
Był właścicielem dóbr Wałowice w województwie rawskim.